# USS Ross (DDG-71)

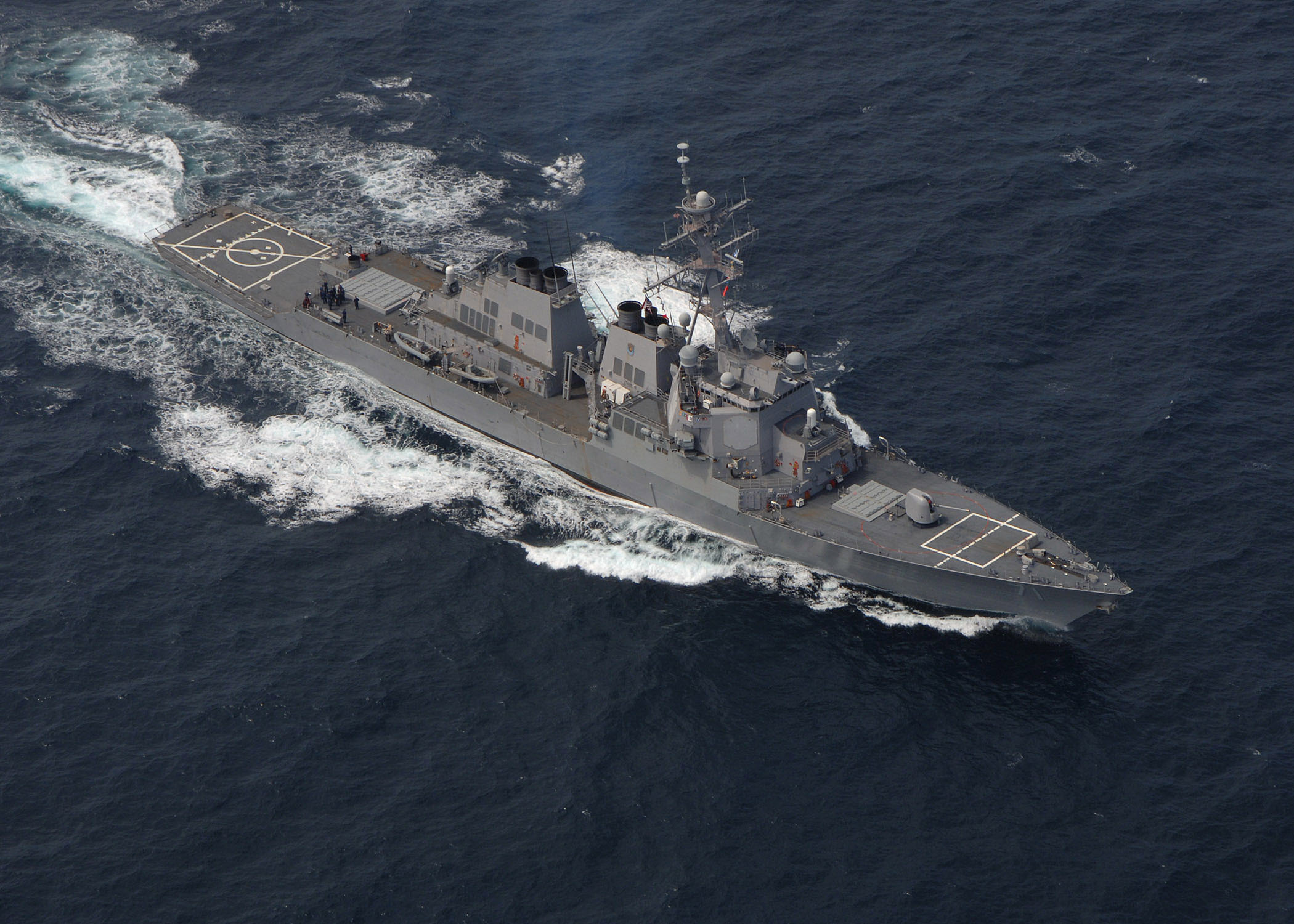
O USS Ross no meio do Oceano Atlântico em 2005.

O USS Ross é um contratorpedeiro da classe Arleigh Burke pertencente a Marinha de Guerra dos Estados Unidos.
Seus histórico operacional incluem missões durante a chamada Operação "Enduring Freedom", em 2005, quando fez parte do grupo de batalha do porta-aviões USS Theodore Roosevelt. Em 2006, se tornou o navio-almirante da frota da OTAN durante a Operação Active Endeavour.
Passou por um extenso processo de atualização de sistemas em 2009.